# Hormonkänsligt lipas
Hormonkänsligt lipas (HKL) är ett enzym som finns i cellernas cytosol och på dropparna av inlagrat lipid i fettceller (adipocyter). Det är ett enzym som bryter ned triacylglyceroler till glycerol och fria fettsyror genom hydrolysering. Det är aktivt när kroppen behöver aktivera sina energireserver och reagerar sålunda positivt på glukagon och negativt på insulin. Signaltransduktionen sker via den sekundära budbäraren cAMP, som aktiverar HKL. 